# Tomasz Wieczorkiewicz
Tomasz Wieczorkiewicz (ur. 1930, zm. 2 czerwca 2017 w Genewie) – polski działacz społeczny, Honorowy Obywatel Jarosławia.

## Życiorys
Urodził się jako syn gen. bryg. Wacława Wieczorkiewicza. Był aktywistą i honorowym członkiem Stowarzyszenia Miłośników Jarosławia. Angażował się na rzecz upamiętnienia swojego ojca, gen. Wacława Wieczorkiewicza. W 2014 roku za pomoc materialną i wsparcie dla inicjatyw związanych z utrwaleniem dziedzictwa duchowego i materialnego Jarosławia został uhonorowany tytułem Honorowego Obywatela Jarosławia.